# Catawba County
Catawba County ist ein County im Bundesstaat North Carolina der Vereinigten Staaten. Der Verwaltungssitz (County Seat) ist Newton, das nach Isaac Newton Wilson benannt wurde.

## Geographie
Das County liegt im mittleren Westen von North Carolina, ist im Süden etwa 75 km von South Carolina entfernt und hat eine Fläche von 1071 Quadratkilometern, wovon 35 Quadratkilometer Wasserfläche sind. Es grenzt im Uhrzeigersinn an folgende Countys: Alexander County, Iredell County, Lincoln County, Burke County und Caldwell County.
Catawba County ist in acht Townships aufgeteilt: Bandy's, Caldwell, Catawba, Clines, Hickory, Jacobs Fork, Mountain Creek, Newton und Longview.

## Geschichte
Catawba County wurde am 12. Dezember 1842 aus Teilen des Lincoln County gebildet. Benannt wurde es nach den Catawba-Indianern, die im Amerikanischen Unabhängigkeitskrieg an der Seite der Patrioten gekämpft hatten. Besiedelt wurde das Gebiet hauptsächlich von deutschen Einwanderern, die um 1740 aus Pennsylvania in dieses Gebiet kamen.

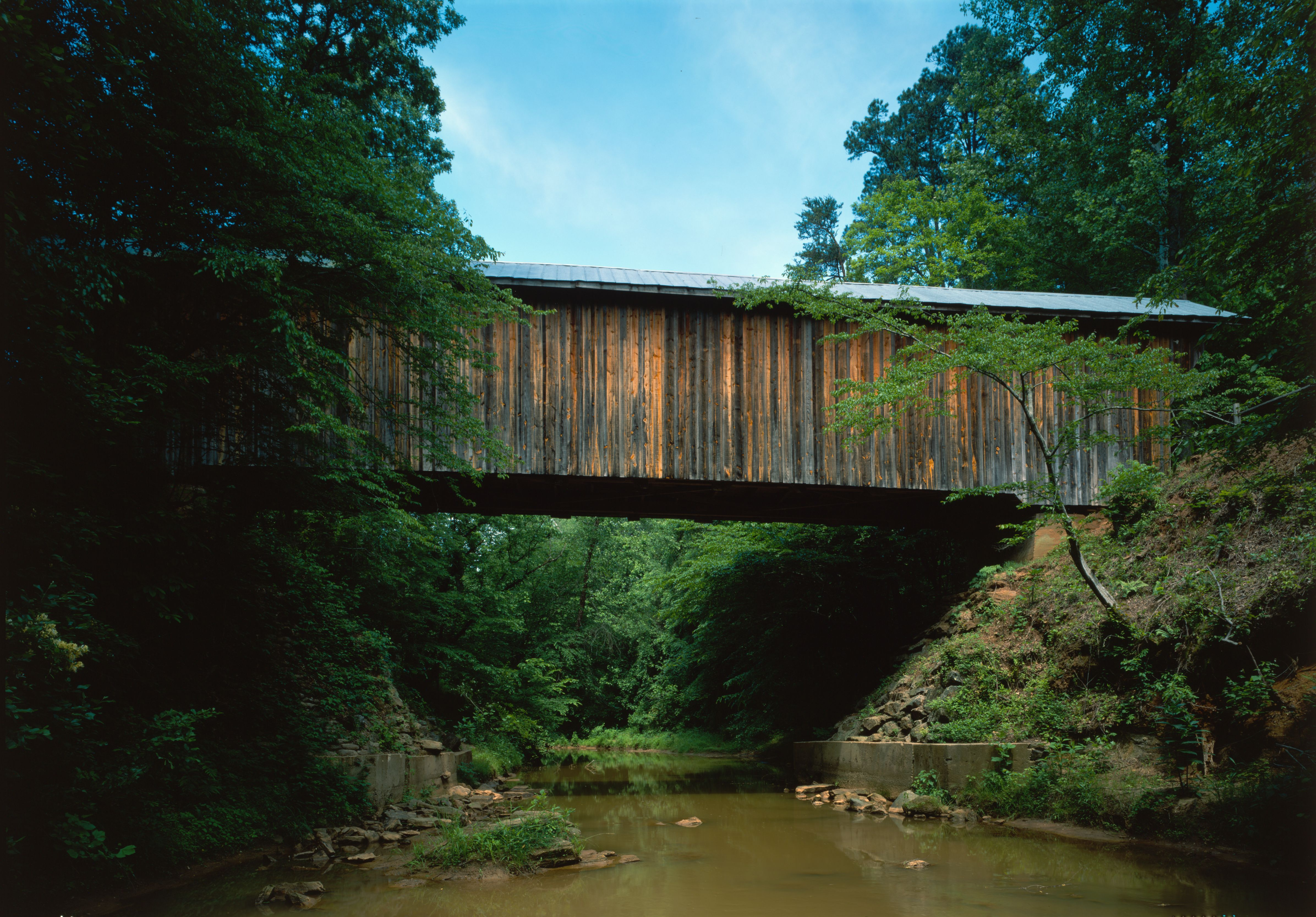
Die Bunker Hill Covered Bridge (2009) ist einer von 65 Einträgen des Countys im National Register of Historic Places.

65 Bauwerke und Stätten des Countys sind insgesamt im National Register of Historic Places eingetragen (Stand 23. Februar 2018).

## Demografische Daten
Nach der Volkszählung im Jahr 2000 lebten im Catawba County 141.685 Menschen in 55.533 Haushalten und 39.095 Familien. Die Bevölkerungsdichte betrug 137 Einwohner pro Quadratkilometer. Ethnisch betrachtet setzte sich die Bevölkerung zusammen aus 84,99 Prozent Weißen, 8,37 Prozent Afroamerikanern, 0,26 Prozent amerikanischen Ureinwohnern, 2,93 Prozent Asiaten, 0,05 Prozent Bewohnern aus dem pazifischen Inselraum und 2,26 Prozent aus anderen ethnischen Gruppen; 1,14 Prozent stammten von zwei oder mehr Ethnien ab. 5,57 Prozent der Bevölkerung waren spanischer oder lateinamerikanischer Abstammung.
Von den 55.533 Haushalten hatten 31,5 Prozent Kinder unter 18 Jahren, die bei ihnen lebten. 55,1 Prozent davon waren verheiratete, zusammenlebende Paare, 10,9 Prozent waren allein erziehende Mütter und 29,6 Prozent waren keine Familien. 24,6 Prozent waren Singlehaushalte und in 9,1 Prozent lebten Menschen mit 65 Jahren oder älter. Die Durchschnittshaushaltsgröße betrug 2,51 und die durchschnittliche Familiengröße war 2,98 Personen.
24,3 Prozent der Bevölkerung waren unter 18 Jahre alt. 8,8 Prozent zwischen 18 und 24 Jahre, 31,1 Prozent zwischen 25 und 44 Jahre, 23,5 Prozent zwischen 45 und 64, und 12,3 Prozent waren 65 Jahre alt oder Älter. Das Durchschnittsalter betrug 36 Jahre. Auf alle weibliche Personen kamen 97,3 männliche Personen. Auf alle Frauen im Alter von 18 Jahren oder darüber kamen 94,7 Männer.
Das jährliche Durchschnittseinkommen eines Haushalts betrug 40.536 $ und das jährliche Durchschnittseinkommen einer Familie betrug 47.474 $. Männer hatten ein durchschnittliches Einkommen von 30.822 $ gegenüber den Frauen mit 23.352 $. Das Prokopfeinkommen betrug 20.358 $.
10 % der Bevölkerung und 6,5 Prozent der Familien lebten unterhalb der Armutsgrenze. 12,5 Prozent von ihnen sind Kinder und Jugendliche unter 18 Jahre und 9,7 Prozent sind 65 Jahre oder älter.